# Машинный код

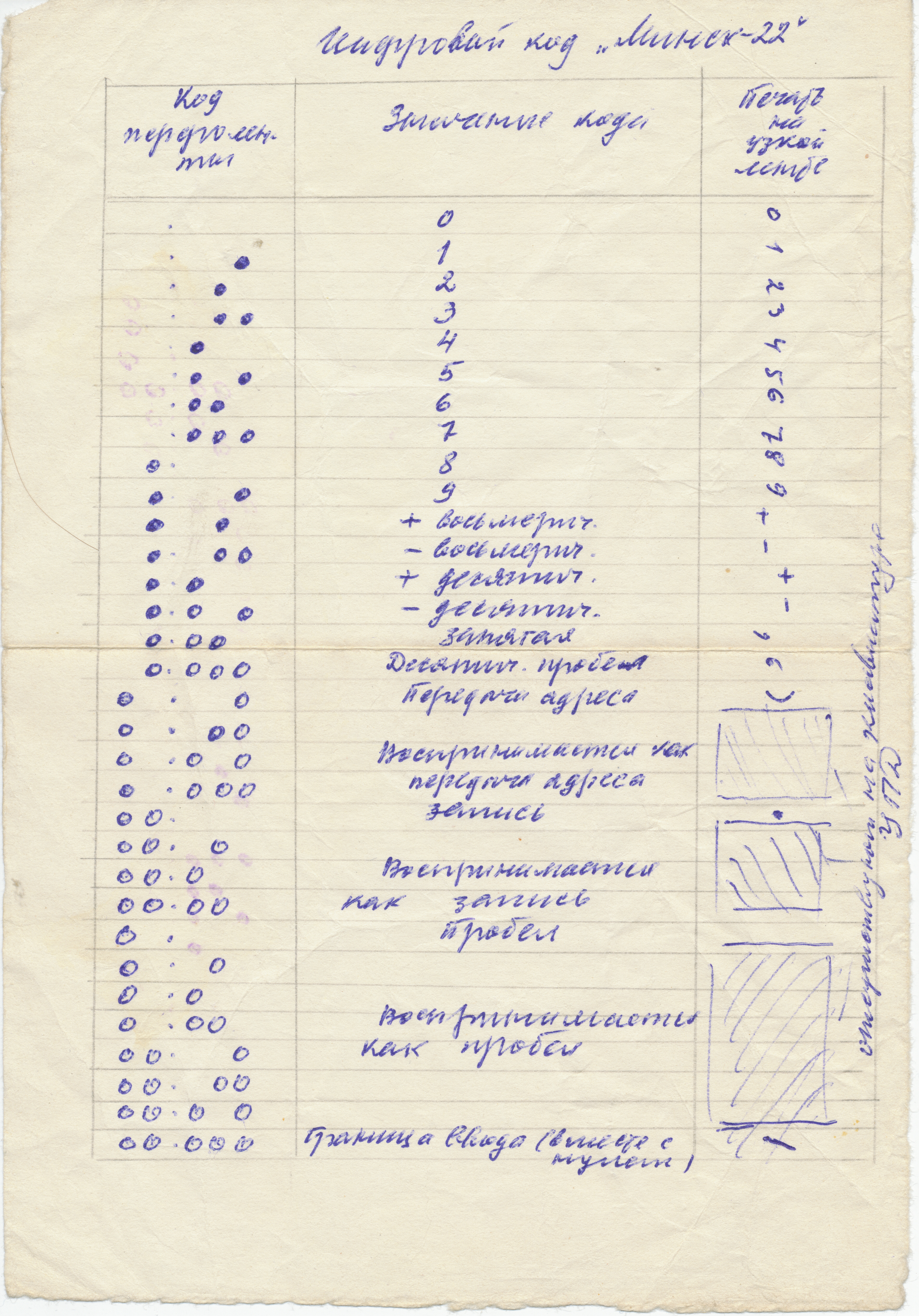
Памятка программиста, 1960-е годы. Цифровой (машинный) код «Минск-22»

Маши́нный код (платфо́рменно-ориенти́рованный код), маши́нный язы́к — система команд (набор кодов операций) конкретной вычислительной машины, которая интерпретируется непосредственно процессором или микропрограммами этой вычислительной машины.
Компьютерная программа, записанная на машинном языке, состоит из машинных инструкций, каждая из которых представлена в машинном коде в виде т. н. опкода — двоичного кода отдельной операции из системы команд машины. Для удобства программирования вместо числовых опкодов, которые только и понимает процессор, обычно используют их условные буквенные мнемоники. Набор таких мнемоник, вместе с некоторыми дополнительными возможностями (например, некоторыми макрокомандами, директивами), называется языком ассемблера.
Каждая модель процессора имеет собственный набор команд, хотя во многих моделях эти наборы команд сильно перекрываются. Говорят, что процессор A совместим с процессором B, если процессор A полностью «понимает» машинный код процессора B. Если процессоры A и B имеют некоторое подмножество инструкций, по которым они взаимно совместимы, то говорят, что они одной «архитектуры» (имеют одинаковую архитектуру набора команд).

## Машинная инструкция
Каждая машинная инструкция выполняет определённое действие, такое как операция с данными (например, сложение или копирование машинного слова в регистре или в памяти) или переход к другому участку кода (изменение порядка исполнения; при этом переход может быть безусловным или условным, зависящим от результатов предыдущих инструкций). Любая исполнимая программа состоит из последовательности таких атомарных машинных операций.
Операции, записываемые в виде одной машинной инструкции, можно разделить на «простые» (элементарные операции) и «сложные». Кроме того, большинство современных процессоров состоит из отдельных «исполнительных устройств» — вычислительных блоков, которые умеют исполнять лишь ограниченный набор простейших операций. При исполнении очередной инструкции специальный блок процессора — декодер — транслирует (декодирует) её в последовательность элементарных операций, понимаемых конкретными исполнительными устройствами.
Архитектура набора команд процессора определяет, какие операции он способен выполнять, и какой машинной инструкции какие числовые коды операций (опкоды) соответствуют. Опкоды бывают постоянной длины (у RISC-, MISC-архитектур) и диапазонной (у CISC-архитектур; например: для архитектуры x86 команда имеет длину от 8 до 120 битов).
Современные суперскалярные процессоры способны выполнять несколько машинных инструкций за один такт.

## Машинный код как язык программирования
Машинный код можно рассматривать как примитивный язык программирования или как самый низкий уровень представления скомпилированных или ассемблированных компьютерных программ. Хотя вполне возможно создавать программы прямо в машинном коде, сейчас это делается редко в силу громоздкости кода и трудоёмкости ручного управления ресурсами процессора, за исключением ситуаций, когда требуется экстремальная оптимизация. Поэтому подавляющее большинство программ пишется на языках более высокого уровня и транслируется в машинный код компиляторами. Машинный код иногда называют нативным кодом (также собственным или родным кодом — от англ. native code), когда говорят о платформенно-зависимых частях языка или библиотек.
Программы на интерпретируемых языках (таких как Basic или Python) не транслируются в машинный код; вместо этого они либо исполняются непосредственно интерпретатором языка, либо транслируются в псевдокод (байт-код). Однако интерпретаторы этих языков (которые сами можно рассматривать как процессоры), как правило, представлены в машинном коде.

## Микрокод
В некоторых компьютерных архитектурах поддержка машинного кода реализуется ещё более низкоуровневым слоем программ, называемых микропрограммами. Это позволяет обеспечить единый интерфейс машинного языка у всей линейки или семейства компьютеров, которые могут иметь значительные структурные отличия между собой, и облегчает перенос программ в машинном коде между разными моделями компьютеров. Примером такого подхода является семейство компьютеров IBM System/360 и их преемников: несмотря на разные шины шириной от 8 до 64 бит и выше, тем не менее, у них общая архитектура на уровне машинного языка.
Использование слоя микрокода для реализации эмулятора позволяет компьютеру представлять архитектуру совершенно другого компьютера. В линейке System/360 это использовалось для переноса программ с более ранних машин IBM на новое семейство — например, эмулятор IBM 1401/1440/1460 на IBM S/360 model 40.

## Абсолютный и позиционно-независимый код
Абсолютный код (англ. absolute code) — программный код, пригодный для прямого выполнения процессором, то есть код, не требующий дополнительной обработки (например, разрешения ссылок между различными частями кода или привязки к адресам в памяти, обычно выполняемой загрузчиком программ). Примерами абсолютного кода являются исполнимые файлы в формате .COM и загрузчик ОС, располагаемый в MBR. Часто абсолютный код понимается в более узком смысле как позиционно-зависимый код (то есть код, привязанный к определённым адресам памяти).
Позиционно-независимый код (англ. position-independent code) — программа, которая может быть размещена в любой области памяти, так как все ссылки на ячейки памяти в ней относительные (например, относительно счётчика команд). Такую программу можно переместить в другую область памяти в любой момент, в отличие от перемещаемой программы, которая хотя и может быть загружена в любую область памяти, но после загрузки должна оставаться на том же месте.
Возможность создания позиционно-независимого кода зависит от архитектуры и системы команд целевой платформы. Например, если во всех инструкциях перехода в системе команд должны указываться абсолютные адреса, то код, требующий переходов, практически невозможно сделать позиционно-независимым. В архитектуре x86 непосредственная адресация в инструкциях работы с данными представлена только абсолютными адресами, но поскольку адреса данных считаются относительно сегментного регистра, который можно поменять в любой момент, это позволяет создавать позиционно-независимый код со своими ячейками памяти для данных. Кроме того, некоторые ограничения набора команд могут сниматься с помощью самомодифицирующегося кода или нетривиальных последовательностей инструкций.

## Программа «Hello, world!»
Программа «Hello, world!» для процессора архитектуры x86 (ОС MS DOS, вывод при помощи BIOS прерывания int 10h) выглядит следующим образом (в шестнадцатеричном представлении):
BB 11 01 B9 0D 00 B4 0E 8A 07 43 CD 10 E2 F9 CD 20 48 65 6C 6C 6F 2C 20 57 6F 72 6C 64 21
Данная программа работает при её размещении по смещению 10016. Отдельные инструкции выделены цветом:
- BB 11 01, B9 0D 00, B4 0E, 8A 07 — команды присвоения значений регистрам.
- 43 — инкремент регистра BX.
- CD 10, CD 20 — вызов программных прерываний 1016 и 2016.
- E2 F9 — команда для организации цикла.
- Малиновым показаны данные (строка «Hello, world!»).

Тот же код ассемблерными командами:
```
XXXX:0100 
    mov     bx, 0111h
       ; поместить в bx смещение строки HW
XXXX:0103 
    mov     cx, 000Dh
       ; поместить в cx длину строки HW
XXXX:0106 
    mov     ah, 0Eh
         ; поместить в ah номер функции прерывания 10h
XXXX:0108 
    mov     al, [bx]
        ; поместить в al значение ячейки памяти, адрес которой находится в bx
XXXX:010A 
    inc     bx
              ; перейти к следующему байту строки (увеличить смещение на 1)
XXXX:010B 
    int     10h
             ; вызов прерывания 10h
XXXX:010D 
    loop    0108
            ; уменьшить cx на 1 и, если результат≠0, то перейти по адресу 0108
XXXX:010F 
    int     20h
             ; прерывание 20h: завершить программу
XXXX:0111 
HW  db      'Hello, World!'
 ; строка, которую требуется напечатать
```